# Исмаилов, Муртузали Каибович
Муртузали Каибович Исмаилов (5 ноября 1997, Махачкала, Дагестан, Россия) — российский спортсмен, специализируется по карате кумите и WKF, призёр чемпионатов России. Мастер спорта России.

## Спортивная карьера
В марте 2015 года стал в Сочи стал победителем турнира «Кубок Кавказа». В марте 2016 года в Сочи стал бронзовым призёром чемпионата России. В августе 2017 года в Пензе одержал победу на первенстве России среди кадетов. В ноябре 2017 года в Тюмени во второй раз стал бронзовым призёром чемпионата России.

## Достижения
- Международный турнир Черноморского побережья Кавказа 2014 -1;
- Открытый Кубок Европы по каратэ 2015 - 1;
- Чемпионат России по карате 2016 — ;
- Чемпионат России по карате 2017 — ;
- Чемпионат Европы по каратэ юноши 2013 -  ;
- Первенство Мира по каратэ 2017 - 2
- Чемпионат Мира по каратэ  2016 - 1:
- Спартакиада молодежи России по каратэ 2018 - 1.